# Arnold Cornelis
Arnold Cornelis (IJzendijke, 30 november 1934 – Middelburg, 21 augustus 1999) was cultuurfilosoof, kennistheoreticus en auteur. 
Hij promoveerde tot doctor in de wijsbegeerte aan de Rijksuniversiteit van Gent, op een proefschrift getiteld 'De maatschappij als leerproces'. Hij doceerde filosofie en sociale theorie van de kennis aan de universiteiten van Gent, Groningen en Amsterdam. Ook bekleedde hij de leerstoel voor sociale theorie van kennis en wetenschap aan de Faculteit Economische, Sociale en Politieke Wetenschappen van de Vrije Universiteit Brussel.

## Hoofdwerk
Zijn hoofdwerk de Logica van het gevoel verhaalt over de stabiliteitslagen in de cultuur als nesteling der emoties.
In dit veelomvattende boek doet Cornelis verslag van meer dan twintig jaar onderzoek. Hij ziet in zijn theorie de individuele mens zowel als de maatschappij door een drietal fasen gaan waarin de logica van het gevoel zich steeds moet kunnen nestelen om zo niet te vervallen in een ontwikkelingsstagnatie. Hij geeft de mens zowel als de maatschappij het stuur opnieuw in handen, in de vorm van het gevoel, om zo sturing en betekenis te kunnen geven aan ons bestaan. 
Als kind zijn we door een natuurlijk systeem gegaan waar geborgenheid en liefde betekenis gaven aan ons bestaan. De veiligheid vinden wij bij de moeder in het natuurlijke systeem dat gekenmerkt wordt door het gezin. In de adolescentie komen we in de nieuwe wereld terecht van het sociaal regelsysteem, hier komen wij dan ook in contact met nieuwe manieren om te overleven en krijgt ons bestaan een nieuwe betekenis. Rationaliteit beheerst dit systeem en wij moeten hierin dan ook onszelf staande weten te houden in de ruwe wereld buiten het gezin. Nu staan wij als maatschappij aan de voet van een nieuwe stabiliteitslaag: het communicatieve systeem. In ons persoonlijk leven wordt deze overgang gekenmerkt door de midlifecrisis, die niet iedereen zonder kleerscheuren overleeft.

## Andere werken
Andere werken zijn: De vertraagde tijd en Rustpunten van de geest. Deze beide werken zijn een voortzetting van zijn hoofdwerk toegespitst op het individu.
In De vertraagde tijd geeft Cornelis aan hoe wij onze interne tijd kunnen vertragen ten opzichte van de externe tijd. Het boek pleit voor de emancipatie van de geest.

## Onderwijs
Arnold Cornelis schetst in zijn boeken richtlijnen voor organisaties op gebied van onderwijs maar ook het bedrijfsleven van de toekomst. Hij beschrijft een nieuwe manier van leren en onderwijs die we nu steeds meer zien opkomen in onderwijssystemen zoals Iederwijs en de democratische scholen. Ook het reguliere onderwijs vernieuwt zich steeds meer in de richting van Cornelis' ideeën. 
Hij staat voor onderwijs waarin de zelfsturing van de student voorop staat. Waarheid wordt in de nieuwe stabiliteitslaag van het communicatieve systeem getransformeerd in het emancipatorische vermogen tot communicatieve weerbaarheid. Dit wijst op het grote belang van het leerproces der eigen identiteit. 
De culturele omgeving dient in hoge mate responsief te zijn, dat wil zeggen dat er een stuk van de eigen identiteit in de omgeving kan worden gecommuniceerd. Wanneer je bijvoorbeeld de muren van je huis schildert leg je een stuk van je identiteit in de sociale structuur van jouw omgeving. De computer is een voorbeeld van een omgeving die in hoge mate responsief is.
- Digitale Bibliotheek voor de Nederlandse Letteren: corn095
- International Standard Name Identifier: 0000 0003 8585 2132
- Library of Congress Control Number: n88201757
- Nederlandse Thesaurus van Auteursnamen: 073699500
- Virtual International Authority File: 240666614
- WorldCat: E39PBJvxq67WkxcbfXypk6dhHC